# Onthophagus maruyamai
Onthophagus maruyamai es una especie de insecto del género Onthophagus, familia Scarabaeidae, orden Coleoptera.

## Historia
Fue descrita científicamente por Ochi, Kon & Masumoto en 2014.